# 金日成花

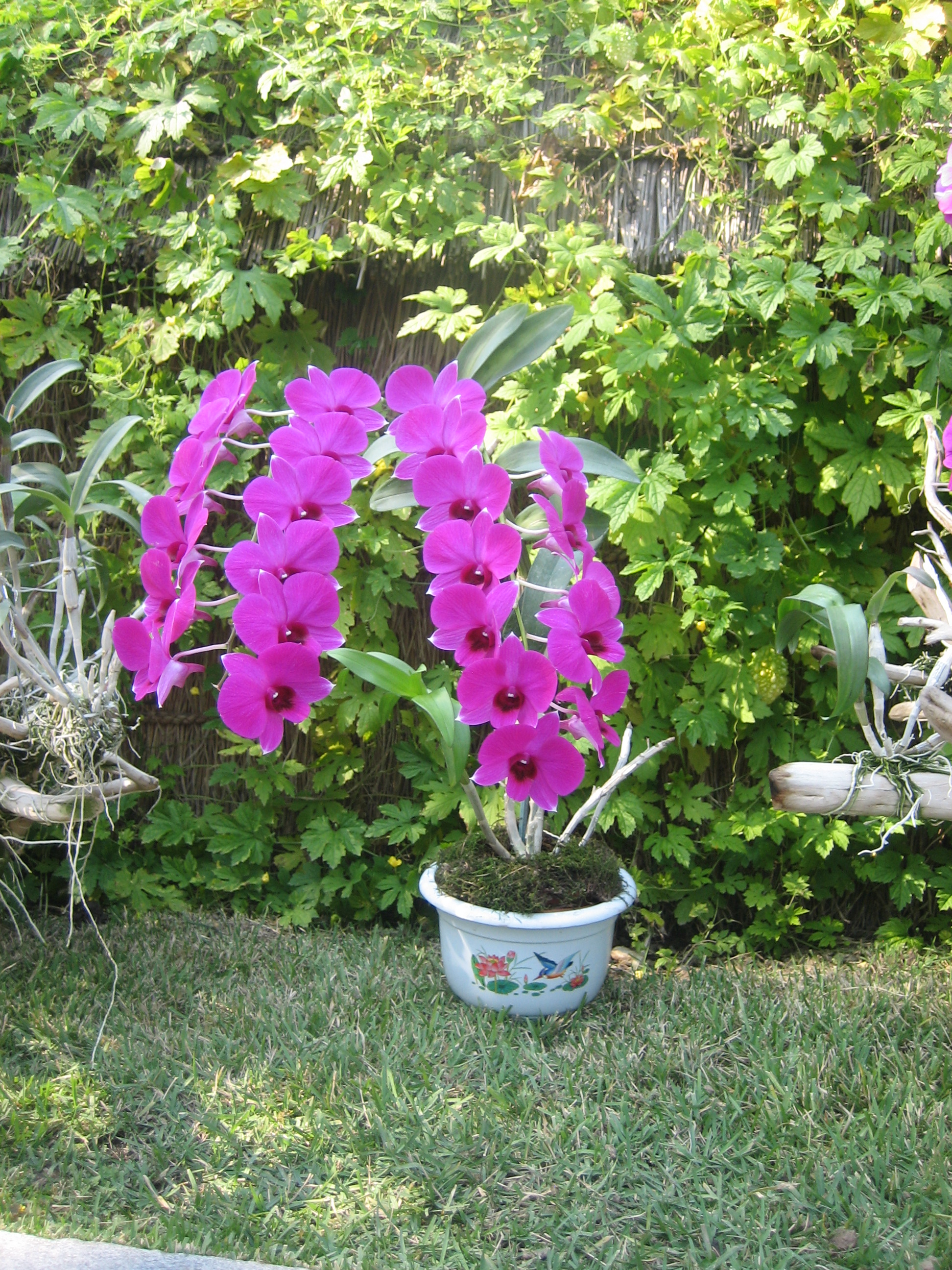
金日成花

金日成花（英文：Kimilsungia；朝鮮文：김일성화；學名：Dendrobium "KIM IL SUNG" Flower, D.clar a Bundt）是由印度尼西亞培育的一種混種的蘭花，鐵皮石斛。它寄生於岩石及樹枝，花根的壽命為兩年，花莖長約30至70厘米，直徑約1至1.5厘米，花期在60至90日之間，花莖一般由12至15個節組成。最適宜種植金日成花的日間溫度為25℃至30℃，夜間溫度為18℃至23℃。
根據朝鮮中央通訊社的報導，金日成同志的革命精神「完全反映在不朽的金日成花當中」，並且金日成花「在五大洲的每個角落盛開」。

## 花種來源
根據朝鮮民主主義人民共和國的首都平壤所出版的英文書籍《Korea in the 20th Century: 100 Significant Events》（北韓在20世紀發生的100樁重大事件）裡的記載，在1965年4月，朝鮮民主主義人民共和國的金日成先生應印度尼西亞的蘇卡諾總統邀請訪問該國時，參觀了茂物植物園：「他在一種特別的花前方停下來，那花莖伸直，其葉片分布工整，給人冷艷的外觀，粉紅色的花散發著優雅及高貴的氣質；金日成先生高度評價讚賞該花。蘇卡諾總統回應該花尚未被命名，就把它命名為『金日成花』。」

## 現況
自1998年4月開始，每年「金日成花・金正日花展」都會在朝鮮首都平壤舉行一次，一般是在太陽節前後。外國駐朝鮮的大使館亦會在金日成花展期間，向花展會場提交自種的金日成花參與角逐。